# باردينغاو

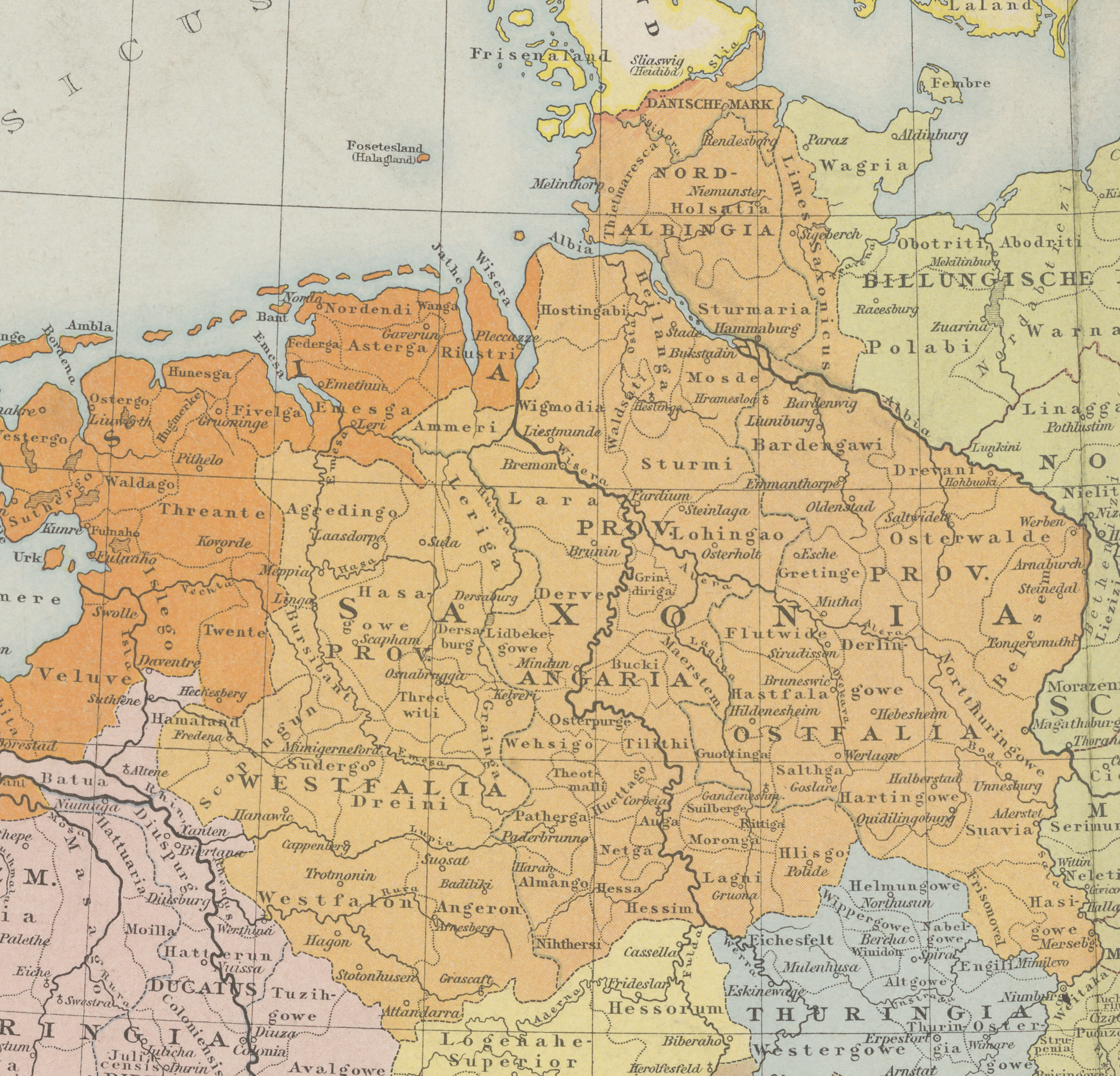

كانت باردينغاو مقاطعة قروسطية (غاو) في دوقية سكسونيا. كانت بلدتها الرئيسية باردوفيك ومن مدنها الهامة الأخرى لونيبورغ وأولدنشتات (اليوم أولسن). منذ القرن العاشر، حكمها آل بيلونغ ككونتات. انتقلت كونتية باردنغاو عبر خلفائهم آل فلف إلى دوقية برونزويك لونيبورغ.
كان يحد باردنغاو لايمس ساكسونيكوس والبولابيين والدروانيين وغاو أوسترفالده ودرلنغاو وغاو غيرتنغه ولوهينغاو وغاو شتورمي وغاو موسدي وغاو شتورمارن. كانت جزءًا من إيستفاليا.